# Адепт
Адепт (лат. adeptus, дос. «той, що досяг») — той, кому відкрито таємниці якого-небудь вчення, секти.
Адептами можна вважати Олену Блаватську, Алістер Кроулі, Алісу Бейлі.
Адепт — певний послідовник, прихильник якоїсь ідеї, вчення, напряму мистецтва тощо.
В середньовіччі алхіміки називали адептом людину, якій приписували володіння таємницею здобуття еліксиру життя і філософського каменя, що мав перетворювати звичайні метали в срібло й золото.

## Інші значення
Адепт — фермент в лікарській терапії, що допомагає виробляти антитіла, що використовуються у лікуванні раку.